# 九州春秋
《九州春秋》是西晉司馬彪作品，共九卷，專记东汉末年歷史。
《九州春秋》專记東漢末年史事，按《禹貢》九州分九卷。但其書久佚。今存有元代陶宗仪辑本和清黄奭辑本，其中又以黄氏辑本較完整，僅一卷，收入《汉学堂丛书》。